# Dimethylaziridincarbonsäure
Dimethylaziridincarbonsäure (auch Pleurocybell-Aziridin) ist eine natürlich vorkommende nicht-proteinogene Aminosäure und ein Aziridin. Es kommt im Ohrförmigen Weißseitling vor und war in der Vergangenheit für Pilzvergiftungen verantwortlich.

## Vorkommen

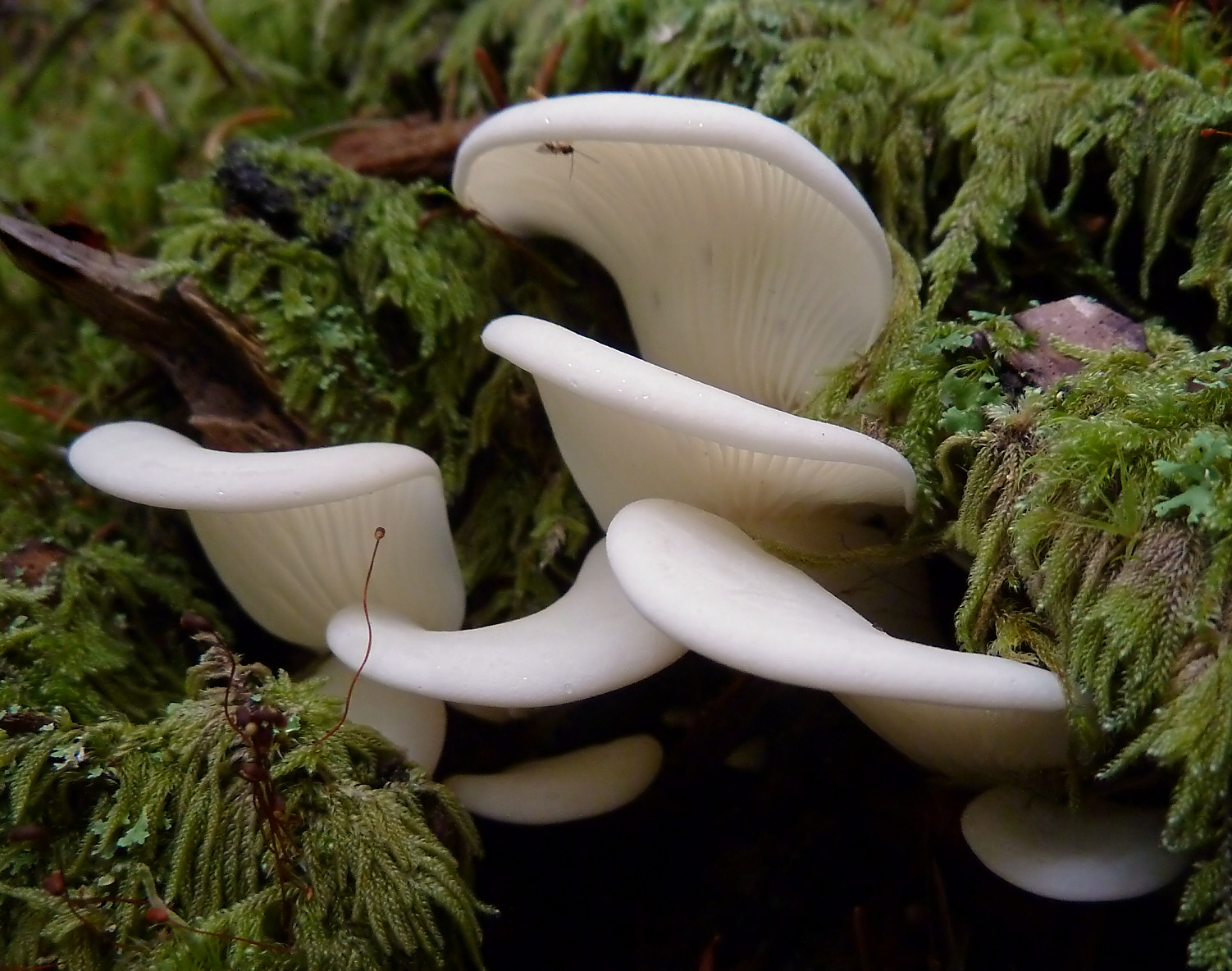
Dimethylaziridincarbonsäure kommt im Ohrförmigen Weißseitling vor

Dimethylaziridincarbonsäure kommt in enantiomerenreiner Form im Ohrförmigen Weißseitling (Pleurocybella porrigens) vor. Die Verbindung ist sehr instabil, konnte jedoch als Ester des Diphenylmethanols isoliert werden, indem ein Extrakt in Methanol mit Diphenyldiazomethan umgesetzt wurde. Die Pilze enthalten zum Teil große Mengen Dimethylaziridincarbonsäure, in einem Fall konnten aus 4 g gefriergetrockneten Pilzen 23 mg des Ester-Derivats isoliert werden. Die Verbindung wird durch den Pilz aus Valin biosynthetisiert, durch eine Oxygenase, die α-Ketoglutarsäure und Eisen als Cofaktoren verwendet.

## Synthese
Die Synthese geht von einem Derivat des Serin-Methylesters aus, bei dem Hydroxy- und Aminogruppe in einem Acetonid geschützt sind und das Stickstoff-Atom zusätzlich eine Boc-Gruppe trägt. Im ersten Schritt wird der Methylester mit Methylmagnesiumbromid zum tertiären Alkohol umgesetzt. Dann wird das Acetonid mit Pyridinium-para-toluolsulfonat entschützt. Dann wird die so freigesetzte Hydroxygruppe zur Carbonsäure oxidiert. Die Oxidation gelingt mit TEMPO sowie Natriumchlorit und Diacetoxyiodbenzol in Acetonitril. Die Carbonsäuregruppe wird mit Diazomethan zum Methylester umgesetzt. Die Boc-Gruppe wird durch Reaktion mit gasförmigem Chlorwasserstoff in Methanol entfernt und die Aminogruppe mit 2,4-Dinitrobenzolsulfonylchlorid geschützt, wobei 2,6-Lutidin als Base verwendet wird. Durch Reaktion mit Diethylazodicarboxylat beziehungsweise Diisopropylazodicarboxylat und Triphenylphosphin wird der Aziridin-Ring aufgebaut (Mitsunobu-Reaktion). Die Schutzgruppe wird durch Reaktion mit Propylamin in Dichlormethan entfernt.

## Toxikologie
Der Ohrförmige Weißseitling kommt weltweit in gemäßigtem Klima vor und ist insbesondere in Japan ein beliebter Speisepilz. Im Jahr 2004 kamen dort 17 Personen nach Genuss der Pilze ums Leben. Die betroffenen Personen litten überwiegend an Chronischem Nierenversagen, was erklärt, wieso die Pilze oft ohne erkennbare gesundheitliche Folgen verzehrt werden können. Verantwortlich für die Giftigkeit ist die Dimethylaziridincarbonsäure, die Oligodendrozyten schädigt und so eine Enzephalopathie verursachen kann.